# 워해머 40,000: 돈 오브 워 2
워해머 40,000(또는 40k): 돈 오브워 2는 렐릭 엔터테인먼트와 THQ가 만든 전략 시뮬레이션 게임이다. 전작에 등장하는 종족(스페이스 마린, 오크, 엘다)과 새로 추가된 종족 티라니드의 네 종족을 플레이할 수 있다. 2010년 3월에는 확장판 '카오스 라이징'이 출시되었다. 또는 2011년 3월 돈 오브 워 2의 두 번째 확장팩 레트리뷰션이 출시되어 발매되고 있다.

## 멀티 플레이어
- 멀티 플레이어는 전작과는 달리 건물의 개념을 생략해 건물을 하나만 남겨두었다. 그리고 이 건물에서 모든 유닛을 생산하는데, 유닛들의 종류는 보병류와 워커류, 차량류로 나뉜다. 유닛들은 엄폐물 뒤에 숨어서 적의 포화를 피하면서 반격할 수 있고, 워커와 차량은 이동하면서 이동 경로의 모든 장애물을 파괴할 수도 있다. 그리고 이런 유닛의 서열을 티어라는 시스템으로 나누었다. 티어는 3티어로 나누는데 1티어는 가장 약한 초반 유닛, 2티어는 중반 유닛, 3티어는 후반, 가장 강력한 유닛들로 나뉜다. 그리고 건물에서는 포인트로 티어를 업그레이드 할 수 있다. 건물이 하나 뿐이고 빌드라는 시스템이 사라졌기 때문에 그저 유닛의 컨트롤에만 신경쓰며 처음부터 끝까지 전투를 즐길 수 있다. 그리고 4종족 중에 하나의 종족을 고르면 세 명의 영웅 유닛 중에서 한 명을 택해야 하는데 각각 공격, 방어, 지원 등으로 나뉜다. 그리고 게임을 시작하면 하나의 건물에서 최대한의 유닛을 생산하여 거점들을 점령하고 점령한 거점 수가 많을 수록 자원이 늘어나는 속도가 증가한다. 이렇게 거점을 많이 점령하면 적 팀보다 우위에 서게되며 더 빨리 티어 업그레이드를 할 수 있고 더 많이 병력을 쌓을 수 있다. 생산할 수 있는 최대 유닛 수는 100이며 전작과 마찬가지로 한 분대로 나뉜다. 밑에 소개할 두 모드는 1:1과 3:3매치의 형태로 지원되며 각각의 형태마다 게임의 진행이 달라지는 점이 큰 특징이다.

### 빅토리 포인트(Victory Point)
- 빅토리 포인트 방식은 필드의 별로 표시되는 빅토리 거점들을 점령하여 얻을 수 있는 빅토리 포인트를 통해 승패를 가리는 모드다. 거점이 더 적은 팀의 빅토리 포인트가 낮아지는 방식이다. 그리고 이렇게 낮아지다가 0이 되어버리면 그 팀은 패배하고 상대 팀은 승리한다. 처음에 주어지는 빅토리 포인트는 각 팀마다 500씩이다. 공식래더에서 채택하고 있는 방식이기도 하다.

### 섬멸전
- 고전 RTS방식과 가장 비슷한 모드 방식인 섬멸전은 아주 간단하게 상대의 본진이나 아군의 본진이 모두 파괴되면 승패가 가려지는 방식이다. 당연히 빅토리 거점이 없으며 자원을 생산해주는 거점은 존재한다. 이 거점들을 점령하거나 방어하면서 병력을 쌓고 본진을 파괴하면 그만이라고 생각할지도 모르지만, 앞서 설명한대로 본진의 내구도가 튼튼하기 때문에 다 파괴하기 전에 적의 유닛들이 등장하여 점점 병력이 줄고 다시 역전당하거나 역전할지도 모른다. 그러므로 밀고 당기기 방식이 계속 진행되며 끝날줄을 모르기 때문에 빅토리 포인트 방식보다는 플레이 타임이 더 길다.

## 평가
| 평가 |        |
| --- | ------ |
| 평론 점수 평론사 점수 1UP.com A- [ 1 ] 유로게이머 8/10 [ 2 ] G4 4/5 [ 3 ] 게임프로 [ 4 ] 게임스팟 8.5/10 [ 5 ] 게임스파이 [ 6 ] |        |
| 평론 점수 |        |
| 평론사 | 점수   |
| 1UP.com | A-     |
| 유로게이머 | 8/10   |
| G4 | 4/5    |
| 게임프로 | [ 4 ]  |
| 게임스팟 | 8.5/10 |
| 게임스파이 | [ 6 ]  |